# FV433 Abbot
FV433 Abbot – brytyjskie samobieżne działo polowe, zbudowane na podwoziu transportera opancerzonego FV432. Konstrukcja opracowana została w 1961 roku, a przyjęta do uzbrojenia w 1963.
Pojazd uzbrojony jest w haubicę L7A1 kalibru 105 mm z eżektorem i dwukomorowym hamulcem wylotowym, zamontowaną w ruchomej wieży, oraz karabin maszynowy L4 kalibru 7,62 mm. Armata posiada zmechanizowany układ ładowania. Pojazd przystosowany jest do pokonywania przeszkód wodnych z prędkością 5 km/h. FV433 Abbot był wykorzystywany przez British Army w latach 1965-1995.

## W muzeach
- Muzeum Militariów Atena w Skwierzynie, sprawny, jedyny w Polsce
- Firepower – The Royal Artillery Museum(inne języki) w Londynie (Anglia)[1]
- Imperial War Museum Duxford w Duxford (Anglia)[2]
- Muckleburgh Collection(inne języki) w Weybourne (Anglia)[2]
- Canadian War Museum w Ottawie (Kanada)[2]
- Oshawa Military and Industrial Museum(inne języki) w Oshawie (Kanada)[2]
- Quonset Air Museum(inne języki) w North Kingstown (Rhode Island, USA)[3]